# Othinosmia schultzei
Othinosmia schultzei är en biart som först beskrevs av Heinrich Friese 1909.  Othinosmia schultzei ingår i släktet Othinosmia och familjen buksamlarbin. Inga underarter finns listade i Catalogue of Life.